# بلايني ليندغرين
بلايني ليندغرين (بالإنجليزية: Blaine Lindgren)‏ هو منافس ألعاب قوى أمريكي، ولد في 26 يونيو 1939 في سولت ليك في الولايات المتحدة.

## وصلات خارجية
- بلايني ليندغرين على موقع اللجنة الأولمبية الدولية (الإنجليزية)
- بلايني ليندغرين على موقع أوليمبيديا (الإنجليزية)